# Plautia stali
Plautia stali är en insektsart som beskrevs av Scott 1874. Plautia stali ingår i släktet Plautia och familjen bärfisar. Inga underarter finns listade i Catalogue of Life.